# 鰊漬け

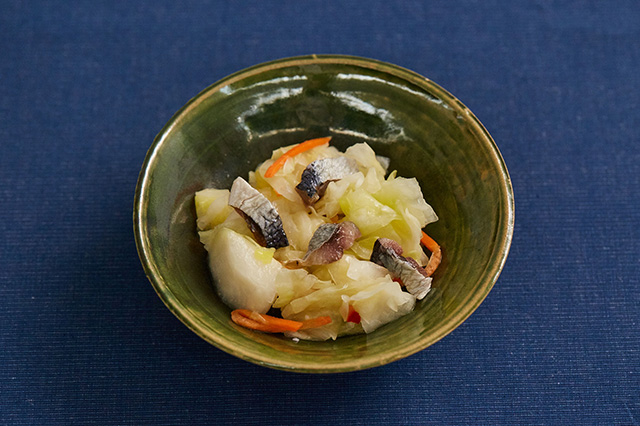
北海道の日本海沿岸、留萌地方で食されるニシン漬け

鰊漬け（にしんづけ）は、身欠きニシンと野菜を米麹を利用して発酵させた日本の漬物。

## 概要
身欠きニシンを短冊切りにした大根やキャベツとともに漬け込む。熟成期間は約20日である。
北海道で市販されている商品は食塩2.5%、大根50%、キャベツ35%、ニシン10%、米麹5%くらいの配合になっている。
北海道・東北地方では、厳しい冬を乗り越えるための保存食である。塩分濃度は、さほど高くなく、米麹を使用しているため長期間漬け込むと発酵が進み、ほどよい酸味とニシンの独特の風味が特徴である。

## 地域色

### 北海道
北海道の冬季の保存食であり、晩秋の季節になると漬け込む家庭が多い。身欠きニシン、キャベツ（札幌大球キャベツ）、ダイコン、白菜、ニンジンなど具だくさんのものがポピュラーである。
地域色があり、旭川では発酵しやすいキャベツを用いることが多いが、函館では酸を作らないように発酵しにくいダイコンだけを用いることが多い。

### 青森県
青森県では、身欠きニシン、ダイコン、鷹の爪だけのシンプルなものである。

### 秋田県
秋田県では、身欠きニシン、ダイコン、ニンジンだけのものである。また、地元名産のフキ（秋田フキ）を利用したニシン漬けもある。

### 福島県
福島県会津地方では、身欠きニシンと米麹のみの麹漬けとサンショウで漬けるにしんの山椒漬けがある。どちらも、戻した身欠きニシンを漬け込んだものである。

### 福井県
敦賀市では、身欠きニシン、ダイコン、ニンジン、鷹の爪を使用。キャベツやハクサイは使われない。ニシン寿司と呼ばれる

### 京都府
京都府南丹市美山町では、身欠きニシン、ダイコン（聖護院大根）、ニンジンだけのものである。